# سايمون غوتش
سيث ليزر (من مواليد 18 أكتوبر 1982)، والمعروف في عالم المصارعة باسم سيمون غوتش، هو مصارع محترف أمريكي، ينشط حاليًا في اتحاد TNA للمصارعة. اشتهر خلال فترة مشاركته في دبليو دبليو إي، حيث شكّل ثنائيًا ناجحًا مع إيدن إنجلش ضمن فريق الفودفليانز، وتمكنا معًا من الفوز ببطولة NXT للفرق الثنائية. كما شارك في العروض الرئيسية لدبليو دبليو إي، وتحديدًا ضمن علامة سماكداون، وسبق له أيضًا أن خاض نزالات في اتحاد MLW (مصارعة الدوري الكبير).
بدأ مسيرته في عام 2002 تحت اسم ريان دراغو، متقمصًا شخصية مستوحاة من مصارعي وأبطال القوة في بدايات القرن العشرين. وعندما انضم إلى دبليو دبليو إي عام 2013، حافظ على الطابع الكلاسيكي في شخصيته، لكن مع تغيير اسمه إلى "سيمون غوتش"، نسبة إلى المصارعين التاريخيين فرانك غوتش [الإنجليزية] وكارل غوتش [الإنجليزية]، وظهر مع زميله في الفريق في فقرات ترفيهية مستوحاة من الأفلام الصامتة. تبنى اسم سيمون غريم بعد مغادرته دبليو دبليو إي، إلا أنه استعاد الحق القانوني في استخدام اسم سيمون غوتش في أبريل 2018.

## وصلات خارجية
- سايمون غوتش على موقع دبليو دبليو إي (الإنجليزية)
- سايمون غوتش على موقع WrestlingData.com (الإنجليزية)
- سايمون غوتش على موقع CageMatch worker (الإنجليزية)
- سايمون غوتش على موقع قاعدة بيانات المصارعة على الإنترنت (الإنجليزية)
- سايمون غوتش على موقع عالم المصارعة على الإنترنت (الإنجليزية)
- سايمون غوتش على موقع عالم المصارعة على الإنترنت (الإنجليزية)

- صفحة Simon Gotch على دبليو دبليو إي.كوم
- سايمون غوتش على موقع IMDb (الإنجليزية)
- سايمون غوتش على موقع قاعدة بيانات الفيلم (الإنجليزية)